# Świdrowiec amerykański
Świdrowiec amerykański (Trypanosoma cruzi) – gatunek świdrowca pasożytującego wewnątrz organizmów zwierzęcych (w tym człowieka). Wywołuje tzw. chorobę Chagasa (trypanosomoza amerykańska). Występuje w Ameryce Południowej i Środkowej, głównie na obszarach najgęściej zaludnionych, wzdłuż wybrzeża Oceanu Atlantyckiego i Pacyfiku (w obszarach tych mieszka około 100 milionów ludzi, z czego 16–18 milionów jest zarażonych tym pasożytem, a 50 tysięcy rocznie umiera z jego powodu). Jego zasięg występowania pokrywa się z zasięgiem jego wektorów, tj. pluskwiaków z gatunków: Rhodnius prolixus, Triatoma brasiliensis, Triatoma infestans i Panstrongylus megistus. Dla człowieka rezerwuarem są zarażone koty, psy, szczury, a także oposy, pancerniki i małpy.
W organizmie człowieka (który jest jego żywicielem) występuje w 3 formach:
- Trypomastigota – wrzecionowata (długość 10–20 μm, szerokość 1–3 μm), zazwyczaj układa się w kształt liter „C” lub „U”. Ma kinetoplast zbudowany z dużego ciała przypodstawnego połączonego z małym blefaroplastem, położny w tylnej części komórki. Trypomastigota dostaje się do organizmu wraz z kałem lub wymiocinami pluskwiaków. Do zarażenia człowieka dochodzi poprzez otwartą ranę, spojówkę lub błonę śluzową jamy ustnej. Jeżeli zarażona zostanie kobieta karmiąca piersią, może ona zarazić dziecko wraz z mlekiem. Postać ta nie może rozmnażać się w krwi, dlatego wnika ona do tkanki podskórnej lub błony śluzowej, gdzie tworzy ognisko pierwotne (chagoma).
- Amastigota (postać wewnątrzkomórkowa) – okrągła lub owalna (o średnicy 1,5–6 μm). Ma duże, owalne jądro komórkowe i pałeczkowaty kinetoplast. Powstaje z trypomastigoty w ognisku pierwotnym, gdzie rozmnaża się bezpłciowo przez podział komórki, z którego powstają 2 osobniki potomne. Te natomiast przekształcają się ponownie w trypomastigotę.
- Sferomastigota – trypomastigota rozprowadzana jest wraz z krwią do różnych tkanek organizmu, gdzie przechodzi ona przez wszystkie formy rozwojowe aż do sferomastigoty. Wówczas dochodzi do kolejnych podziałów komórkowych. Proces ten zachodzi najczęściej w tkance siateczkowej lub w śródbłonku, a niekiedy także w neurogleju, adipocytach i miocytach.